# Pierre de Chailluz
La pierre de Chailluz est une pierre de taille calcaire provenant des niveaux géologiques du Bajocien (171,6-167,7 Ma). Elle était principalement extraite dans la forêt de Chailluz, dans la commune de Besançon en Franche-Comté. La forêt doit son nom aux gisements de chailles que l'on y trouve et dont le produit ne doit pas être confondu avec cette pierre de taille. 

## Répartition
Les carrières de pierre de Chailluz ont été exploitées dans certains secteurs de la forêt notamment aux Fonds- de-Chailluz, mais également à l'extérieur comme aux Torcols. Il s'agit d'une pierre composée de calcaires oolithiques datant du Bajocien qui couvrent une grande partie des roches à l'affleurement .

## Utilisation
La majorité des bâtiments du centre historique de Besançon sont construits avec cette pierre bayadère : elle présente en effet deux teintes, beige-ocre avec de grandes taches de couleur bleu-gris.

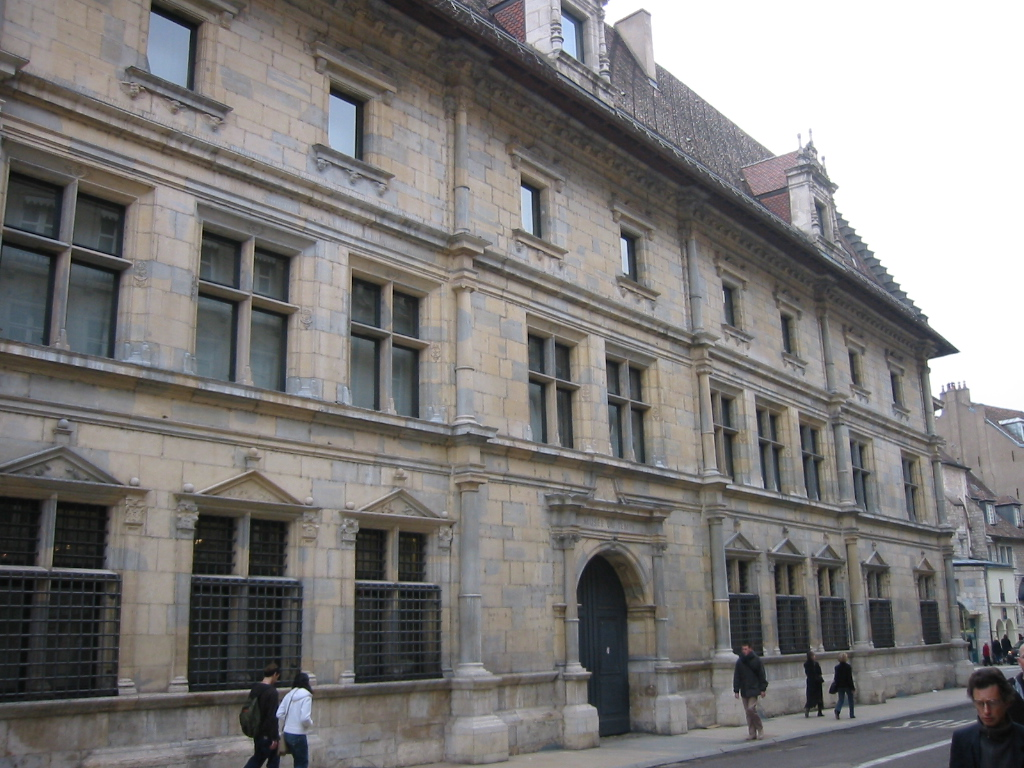
Palais Granvelle

L'emploi de la pierre a été imposé en 1569 afin de mettre un terme aux incendies destructeurs qui sévissaient régulièrement et détruisaient les habitations alors édifiées en bois. C'est la pierre de Chailluz qui a été adoptée pour réaliser le parement des murs. Cette pierre aux couleurs uniques donne ainsi leur unité aux maisons hautes aux toits pentus de la ville.